# Mr. (예술가)
Mr.(1969년 ~ )는 사이타마현에 기반을 두고 활동하는 일본의 현대 미술가이다. 무라카미 다카시의 지원으로, Mr.는 1996년의 개인전과 단체 전시회에서 데뷔하였으며, 그의 작품들은 이후 도쿄, 오사카, 나고야, 파리, 뉴욕, 미니애폴리스, 시카고, 마이애미, 예루살렘, 로스앤젤레스, 런던의 미술관 및 갤러리에서 전시되었다.
Mr.는 회화, 조각, 영상 등에서 넓은 범위의 작업을 하지만, 작품들은 미학, 스타일, 주제 면에서 모두 밀접하게 연관되어 있다. 스스로 그에 따라 행동하지는 않는다고 말하지만, 자칭 로리콘 오타쿠로, 그의 작품들은 아니메/일본 만화 그림체의 소년과 소년들을 그리며, 오타쿠 문화 및 로리콘의 미학과 사고 방식을 주제로 다룬다. 표면적으로는 귀엽고 순수해 보이나, 그의 작품들에는 대부분 성적 특색이 드러나며, 아니메 시장의 현상인 팬 서비스와 관련되어서, 종국에는 그의 작품들이 얼마나 순수한지에 대한 질문을 던진다. 비평가들은 Mr.의 작품들이 오타쿠 문화에 대한 비판의 표현인지, 아니면 사적인 환상의 표출인지 질문했지만, Mr.는 그의 예술이 문화적 비판이 아닌 개인적 환상의 표현이라고 밝혔다.

## 약력
Mr.라는 이름은 "Mr. 자이언츠(ミスタージャイアンツ)"라 불린 요미우리 자이언츠의 전 선수 나가시마 시게오에게서 따 왔다. Mr.는 1996년 소케이 미술학교(創形美術学校)를 졸업했으며, 그 전 해에 무라카미 다카시의 주목을 받았다. 그때부터 그는 무라카미의 조수 및 무라카미의 카이카이키키 스튜디오 내 미술가로서 활동을 했고, 이는 Mr. 자신의 이력에도 도움이 되었다. 무라카미의 2000년도 슈퍼플랫 전시에서의 그의 참여는 그가 국제적인 인지와 주목을 얻는 데 중요한 역할을 했다.
Mr.는 그의 첫 "현대 미술 작품에 대한 구상은 일상적인 구매에서 모은 영수증 뒷면에 아니메 그림체로 소녀들을 그린 소묘 모음에서" 얻었다고 언급했다. UCLA 미대 교수 겸 미술가 폴 매카시(Paul McCarthy)는 "그의 작품에 드러난 롤리타 컴플렉스와 오타쿠 문화의 혼합은...'그것의 작고 순수한 세계에서의 '참을 수 없는 매력'[이 있다]"고 언급했다.
단편영화 아무도 죽지 않아(誰も死なない, 다레모시나나이)는 Mr.가 감독하고, 도쿄의 게이사이 11에서 영화의 등장 인물들의(즉, 배우들이 영화의 배경에서 등장 인물들의 의상을 입은) 사진들과 함께 초연되었으며, Mr.의 영상 예술과 사진에 대한 첫 시도였다. 2010년, Mr.는 모나코의 그리말디 포럼(Grimaldi Forum)에서의 단체 전시회 엑시비션 교토-도쿄: 사무라이부터 망가까지(Exhibition Kyoto-Tokyo: From Samurais to Mangas)에 출품했으며 서울의 리안갤러리에서 개인전을 가졌다.
Mr.는 세계 곳곳의 주요 미술관과 갤러리에서의 개인전과 단체 전시회에 출품을 해 왔다. 2002년, 그는 사토 레이(佐藤励)와 함께 까르띠에 현대 미술 재단(Fondation Cartier pour l'Art Contemporain)에 출품했다; 2006년에는 카이카이키키의 동료 미술가들인 아오시마 치호(青島千穂)와 타카노 아야(タカノ綾)와 함께 리옹 현대 미술관(Musée d'art contemporain de Lyon)에 출품했다. 같은 해 Mr.는 휴스턴 미술관에서의 단체 전시회 레드 핫: 채니 가 컬렉션의 오늘날 아시아 미술(Red Hot: Asian Art Today from the Chaney Family Collection)에 출품했다. 2005년, 그는 찬사를 받은 뉴욕 재팬 소사이어티(Japan Society)의 전시 리틀 보이 : 폭발하는 일본의 서브컬처 아트전(リトルボーイ：爆発する日本のサブカルチャー・アート展)에 포함되었다. 2014년에 그는 시애틀 미술관에서 개인전을 가졌다.

## 참고 문헌
- Melissa Chu, Tamaki Saito, Mr., Galerie Perrotin, Paris, 2011
- Michele Robecchi, Xiaojin Wu, Live On: Mr.'s Japanese Neo Pop, Seattle Art Museum, 2014